# Pasión según San Marcos
La Pasión según San Marcos (título original en alemán Markus-Passion) es una obra de Johann Sebastian Bach. Lleva el número de catálogo BWV 247.

## Las interpretaciones
La Pasión según san Marcos, fue estrenada en Leipzig en 1731, el Viernes Santo (23 de marzo de 1731). Una versión revisada fue interpretada el Viernes Santo de 1744, con dos aires adicionales.

## Libreto
El libreto se debe a Christian Friedrich Henrici (1700-1764), conocido como Picander, que lo publicó en las páginas 49-67 del tercer volumen de sus obras poéticas : Picanders Ernst-Schertzhaffte und satÿrische Gedichte, dritter Theil (Leipzig : J. Th. Boeti, 1732).
La obra es dimensiones reducidas (47 números); retoma los capítulos 14 y 15 del Evangelio de Marcos. La proporción de las corales (16 números sobre 46) es importante (más de un tercio, mientras que hay menos de un cuarto en la Pasión según San Mateo).

## El problema de la partitura
La partitura autógrafa está perdida. El análisis tiende a probar que esta Pasión fue compuesta por el procedimiento de parodia musical (al contrario de las otras dos pasiones), principalmente por la cita in extenso de la Trauer Ode (BWV 198) y la reutilización de dos arias de la cantata Widerstehe doch der Sünde (BWV 54). Además, dos coros parece que se reutilizaron en el Oratorio de Navidad.
A partir de estos elementos (aires, coros y corales), se han realizado varias tentativas de reconstrucción que añaden la música de los elementos ausentes: los recitativos del evangelista o del resto de los personajes, los coros de la multitud (turba) y la armonización de las corales. La tonalidad general, asimismo, es desconocida. La mayoría de estas reconstrucciones retoma, más o menos fielmente, los recitativos de la Pasión según san Marcos de Reinhard Keiser (1674-1739), que el propio Bach había adaptado para interpretarla en Weimar en 1713.

## Las reconstrucciones

### Diethard Hellman (1964, 1976, 1999)
La reconstrucción de Diethard Hellman, acabada en 1964, está basada únicamente en las parodias de la Trauer-Ode. Una edición de 1976 añade algunos coros destinados a ser utilizados con una versión hablada del Evangelio. En 1999, la casa de música Carus-Verlag ha publicado la reconstrucción de Hellman con nuevos aires y recitativos compuestos por Johannes Koch, teólogo holandés del siglo XVII.

### Andor Gomme (1997)
En 1997, Andor Gomme editó en Bärenreiter una reconstrucción también basada en la Trauer-Ode, con coros extraídos de los cantatas 204, 216, 120 bis, y 54. Los recitativos y la turba cantados están extraídos de la Pasión según San Marcos de Reinhard Keiser.

### Ton Koopman (1999)
En 1999, Ton Koopman presentó una reconstrucción completamente diferente: se apoya sobre la cantata BWV 25 (para el coro de apertura) y la BWV 179 (para el resto de coros).

### Jörn Boysen (2010)
En 2010, Jörn Boysen construyó una nueva versión, reutilizando las cantatas 55 y 198, componiendo los recitativos, los coros de la multitud y un aria. Esta versión ha sido representada en público en los Países Bajos y en Alemania en 2011 y 2012.

### Jordi Savall (2018)
En 2018, Jordi Savall ofreció su versión de la mano de las dos formaciones que dirige: La Capella Reial de Catalunya (grupo vocal dedicado a la interpretación de las músicas del siglo de oro con criterios historicistas) y Le Concert des Nations (orquesta con instrumentos de época capaz de interpretar un repertorio que abarca desde el Barroco hasta el Romanticismo) y con la participación de Cor Infantil Amics de la Unió. El concerto se pudo escuchar en L'Auditori de Barcelona, en el Teatre Auditori de Granollers y en la Philharmonie de París.